# ラッダイト運動

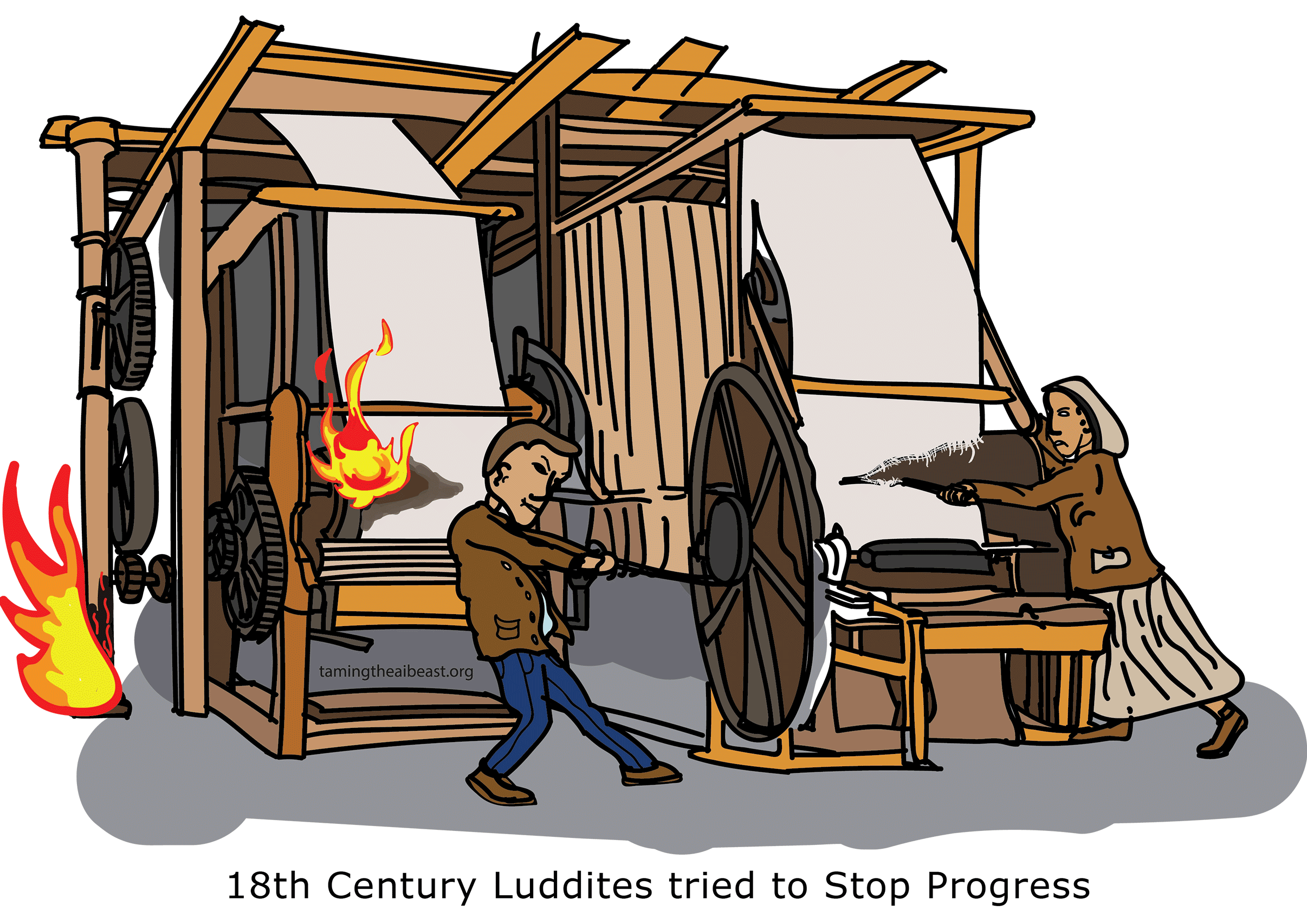
ラッダイト運動では主に織機が破壊の対象とされた

ラッダイト運動（ラッダイトうんどう、イギリス英語: Luddite movement）、または機械うちこわし運動（きかいうちこわしうんどう）は、1811年から1817年頃、産業革命による生産の効率化で生じた低賃金、失職、技能職の地位低下などの影響を受けた労働者階級が使用者である資本家階級への抗議としてイギリス中・北部の織物工業地帯に起こった機械破壊運動である。

## 概要

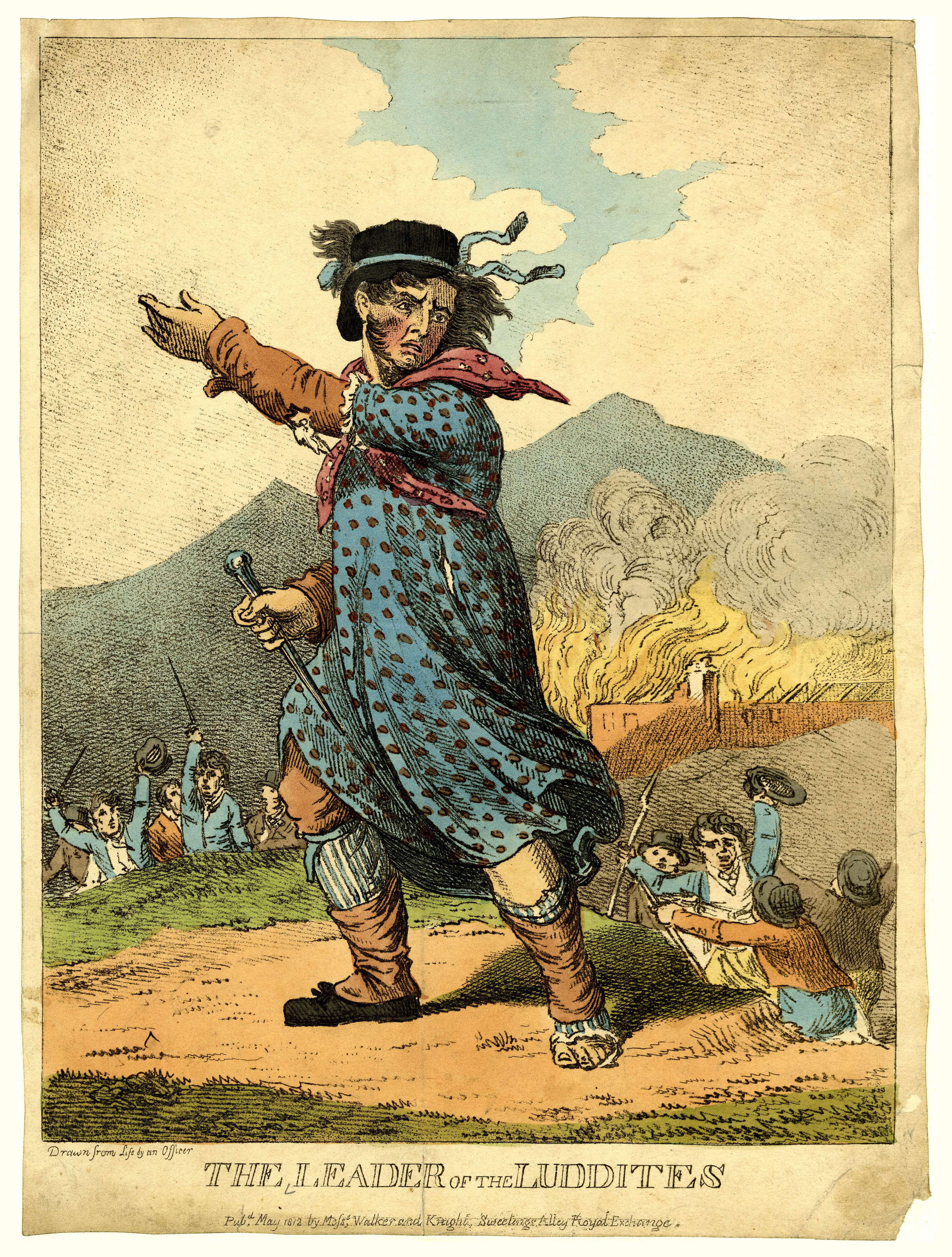
『ラッダイトたちの指導者』、1812年

ラッダイト運動は初期の段階では組織化された機械破壊運動であったが、後に殺人未遂を行うなど過激化していった。
ラッダイト運動はイングランドのノッティンガムで始まり、1811年から1816年頃まで地域全体の大衆運動として続いた。製粉所や工場の所有者は抗議者に発砲し、最終的には法的・軍事的な力で運動は鎮圧された。これには、ラッダイトとして告発・有罪判決を受けた者たちの死刑や流刑も含まれている。
歴史的には産業革命に伴う生産の効率化、資本家の利益追求による失職、地位低下、労働災害、労働環境の悪化などイギリスの労働者の利益を代弁する労働組合がないことから生まれた反動であった。
現代ではラッダイトという語は新しいテクノロジーや機械、作業方法に反対する人という意味も持つようになり、反技術、あるいは技術を使いこなせない人を象徴する語となった。日本においても戦前から戦後にかけての労働運動や、高度成長による産業の高度化、IT革命による産業構造の変化が起こる度に言及がされてきた。

## 語源
ラッダイト（Luddite [ˈlʌdaɪt]）という言葉は、労働者を導いたとされるネッド・ラッドなる人物に由来するとされる。1779年にネッド・ラッドがストッキングフレームを2つ壊したとされる行為が模倣され、次第に機械破壊者の象徴となったためであるとの説がある。しかし、ネッド・ラッドはおそらく完全に架空の人物であり、政府に衝撃を与え、挑発するための手段として使われたと考えられている。その名前は、ロビン・フッドのようにシャーウッドの森に住んでいるとされる架空のジェネラル・ラッドやキング・ラッドという人物に発展した。
「ルド」または「ラッド」（ウェールズ語: Lludd map Beli Mawr）は、ジェフリー・オブ・モンマスの伝説的な『ブリタニア列王史』や他の中世ウェールズ語の文献によると、ローマ時代以前の「ブリテン諸島」のケルト王であり、ロンドンを建設し、ルドゲートに埋葬されたとされる。ジェフリーの『列王史』のウェールズ語版である『ブルト・イ・ブレニネズ』では、彼はルッド・ファブ・ベリと呼ばれており、初期の神話的なルッド・ラウ・エライントとの関係が確立されている。

## 前史

### 発明と労働運動

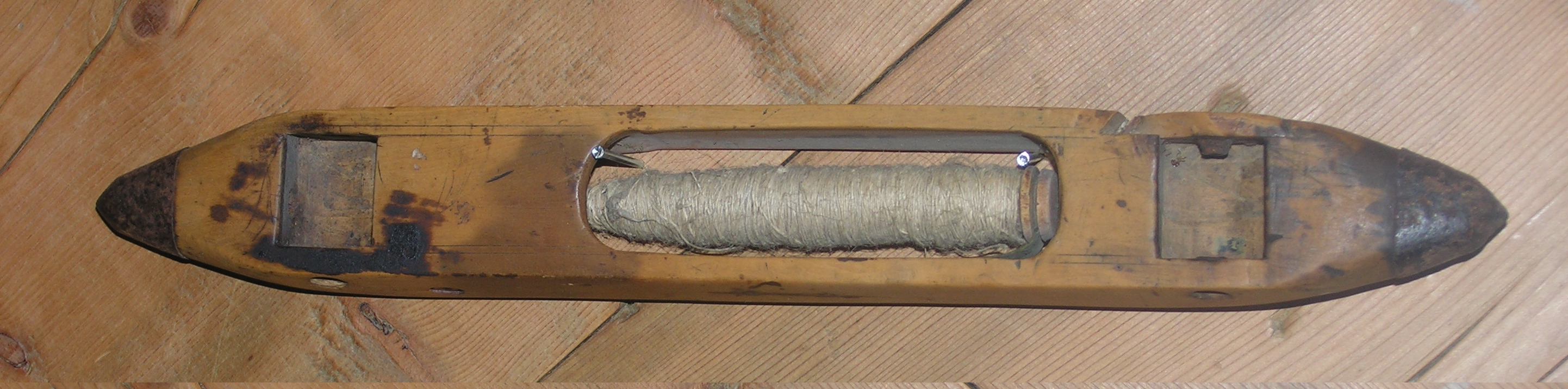
飛び杼

産業革命は機械の相次ぐ発明が端緒であるが、まず綿工業においてその火ぶたが切られた。
1733年にジョン・ケイは飛び杼（シャトル）を発明した。手動織機ではそれまで、仕事の速い職人であっても1分間に60回以上シャトルを渡すことが困難であった。が、飛び杼により、片手でシャトルを遠くまで飛ばせるようになった。これにより速く織れるようになった。また、それまで杼の受け渡しに2人必要な大幅の布を1人で織ることができるようになった。しかし、ジョン・ケイはその発明によって職を失った多数の労働者の襲撃を受けた。1753年にはジョン・ケイの住宅が打ち壊され、ジョン・ケイはフランスに逃れた。
ジョン・ケイの飛び杼の発明などによる織布の効率の向上から、紡糸の価格が高騰した。そのため、紡糸効率の向上が求められるようになった。

ジェニー紡績機

紡糸生産では、1764年にジェームズ・ハーグリーブスがジェニー紡績機を発明した。ジェニー紡績機は1人の職人が一度に8個以上のスプールを扱えるため、紡糸を作るのにかかる時間を劇的に短縮した。発明当時、ハーグリーヴスは自家用にこれを使用していたが、ブラックバーンの紡績工の怒りを買い、工場と紡績機が破壊され、ハーグリーヴスはノッティンガムに逃れた。ハーグリーヴスはノッティンガムでジェニー紡績機の特許を取得し製作していたが、その特許権は資本家たちによる訴訟で無効にされるなどした。ジェニー紡績機は構造が簡便かつ人力で動かせたため、ハーグリーヴスの死後10年で2万台以上がイギリスで生産され普及した。

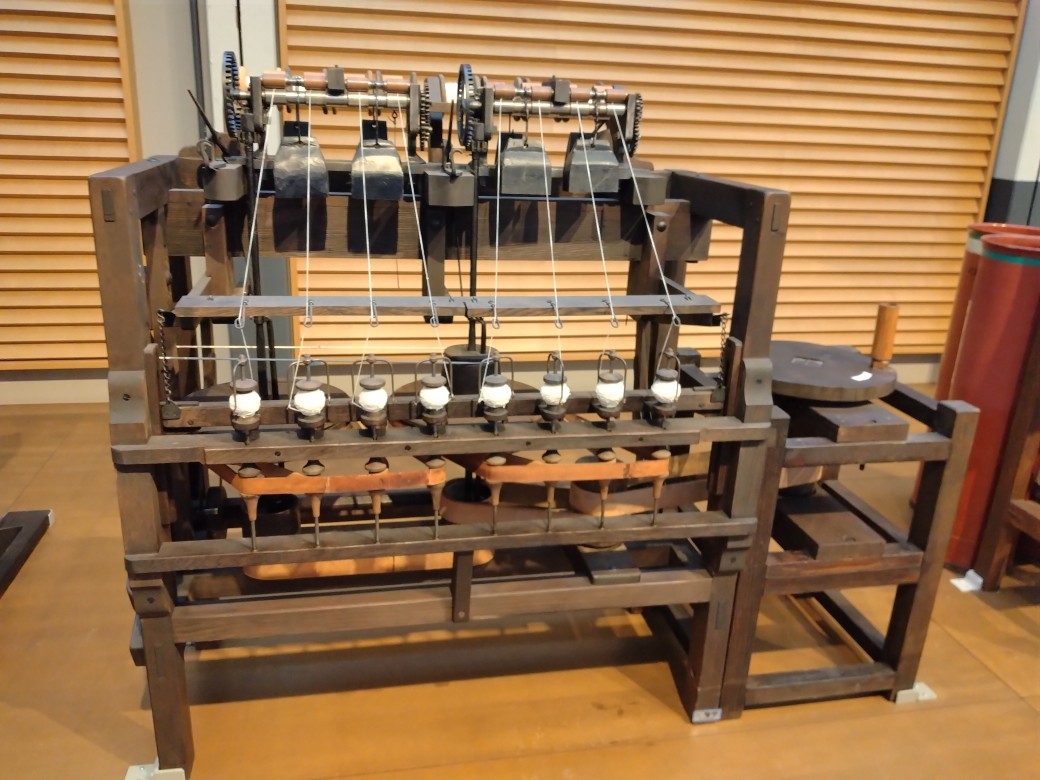
水力紡績機（右方ハンドルが水車と連動する）

1768年にリチャード・アークライトが水力紡績機を発明した。水力紡績機は文字通り水力を用いて稼働する機械的動力を前提とした発明であった。アークライトは水力紡績機による工場を3つ建設し、商業的成功を収めた。アークライトの成功はその紡績速度だけでなく、水力紡績機によって紡がれた糸はそれまでの手による紡績より強力な糸を紡ぎ出したことにある。アークライトが開設した織布工場ではこの紡糸を利用した麻糸を用いない純綿の綿布を世界で初めて生産した。しかし、アークライトの新設した数々の工場はそれまでイギリスで建設された工場の中でも最大であったため、数千の紡績工の仕事を奪い、紡績工の怒りによって1779年にはランカシャーの工場などが破壊された。

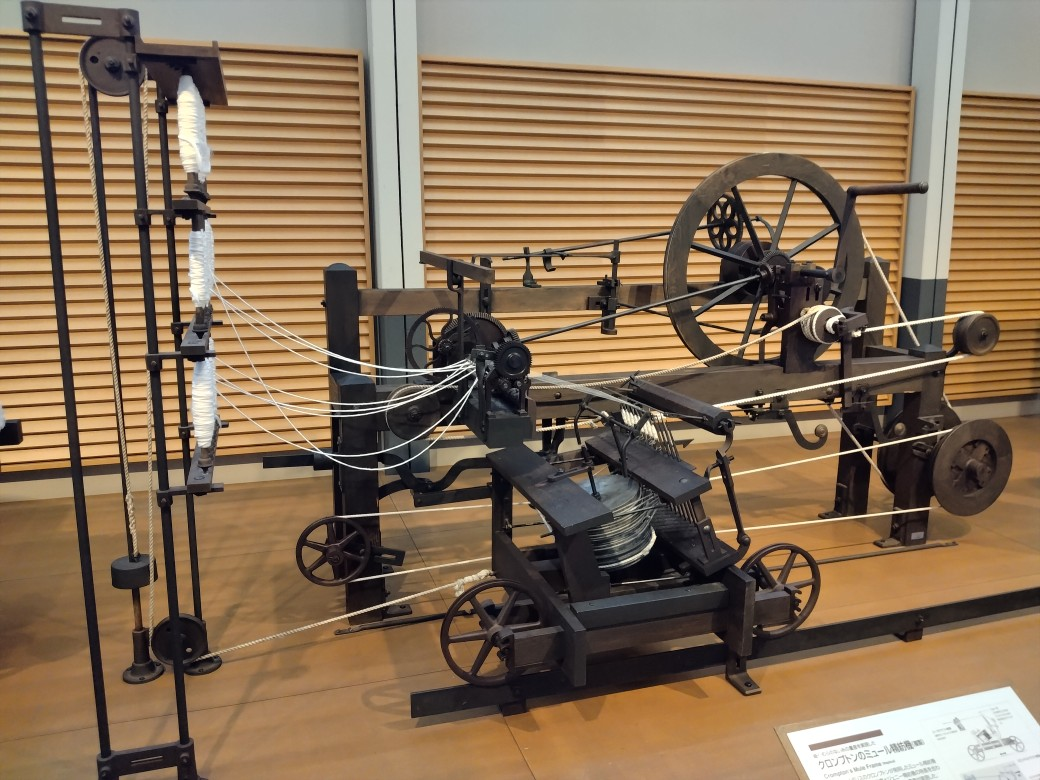
ミュール紡績機

1779年にサミュエル・クロンプトンがミュール紡績機を発明した。ミュール紡績機はジェニー紡績機と水力紡績機を組み合わせ、前者の細く弱い糸と後者の太く強い糸の長所を兼ね備えた細く強い良質な紡糸の生産を可能とした。しかし、クロンプトンの発明の一部は水力紡績機の応用でありその特許をアークライトが所有していたことなどもあったため、クロンプトンはミュール紡績機に関する特許を取得せず、商業的な利益を得られなかった。
これらの紡績機の発明、発達によって良質な紡糸生産が飛躍的に増進した。しかし、この間にジョン・ケイ以来の織布効率の向上はさほど進まなかった。

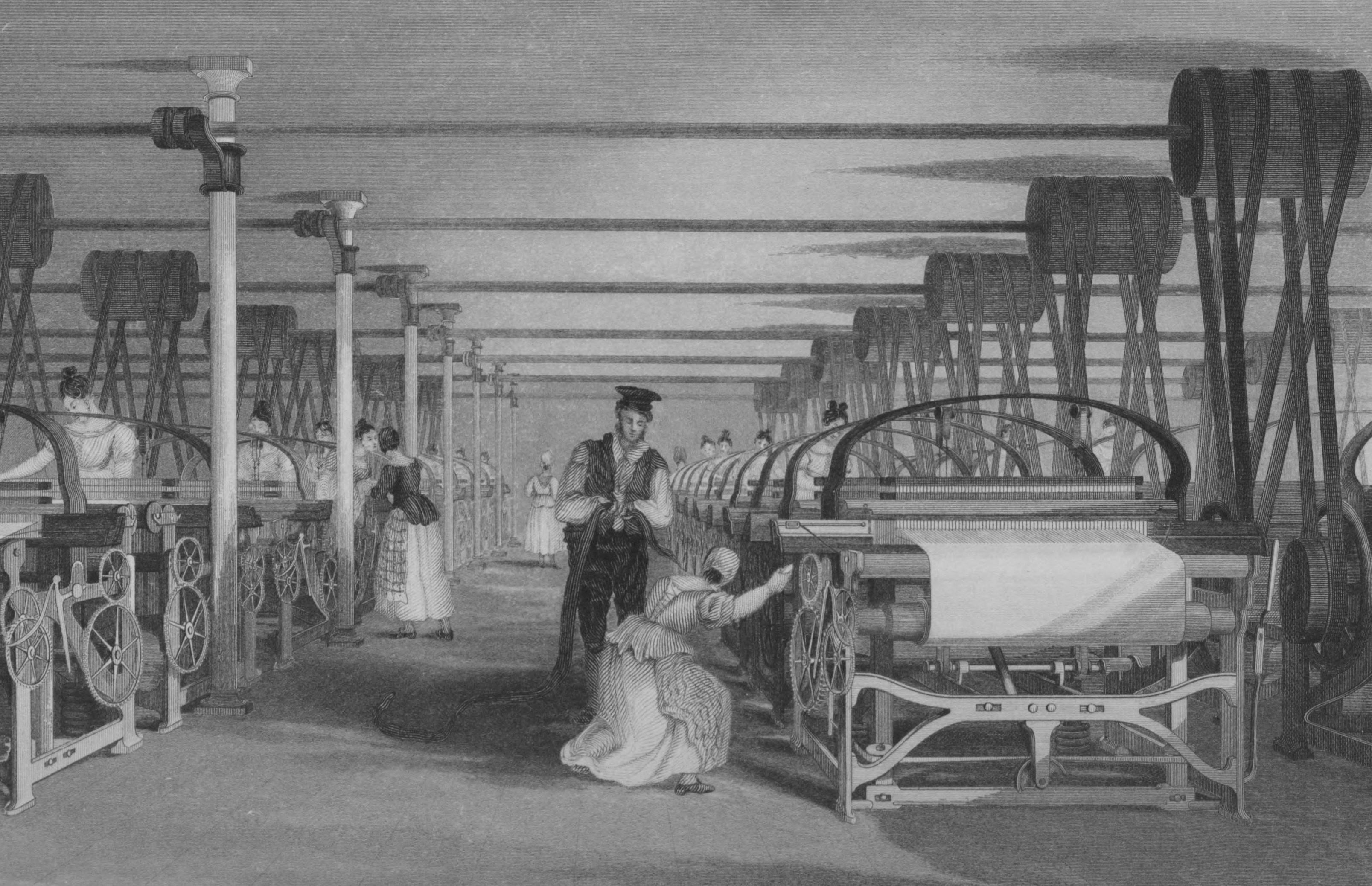
力織機の稼働する工場

1765年にジェームズ・ワットが蒸気機関を改良、1782年ごろまでに複働式蒸気機関が発明されると、1785年にエドモンド・カートライトが蒸気機関を用いた力織機を発明した。最初、力職機は馬を動力としていたが、1789年、ドンカスターに建設した織機20台の工場に蒸気機関を持ち込み、1791年、新工場の建設中、手工労働者の襲撃に遭い、新工場は焼き討ちされた。
このように様々な発明によって織物生産が機械化され生産効率が向上した一方で、失職した労働者による機械の破牌も行われるようになった。しかし、ジャカード織機のようなパンチカードを用い複雑な文様の織物であっても生産が容易となるような発明が行われるなど機械織布の高度、効率化はさらに進んでいった。

### 労働環境の変化と階級闘争

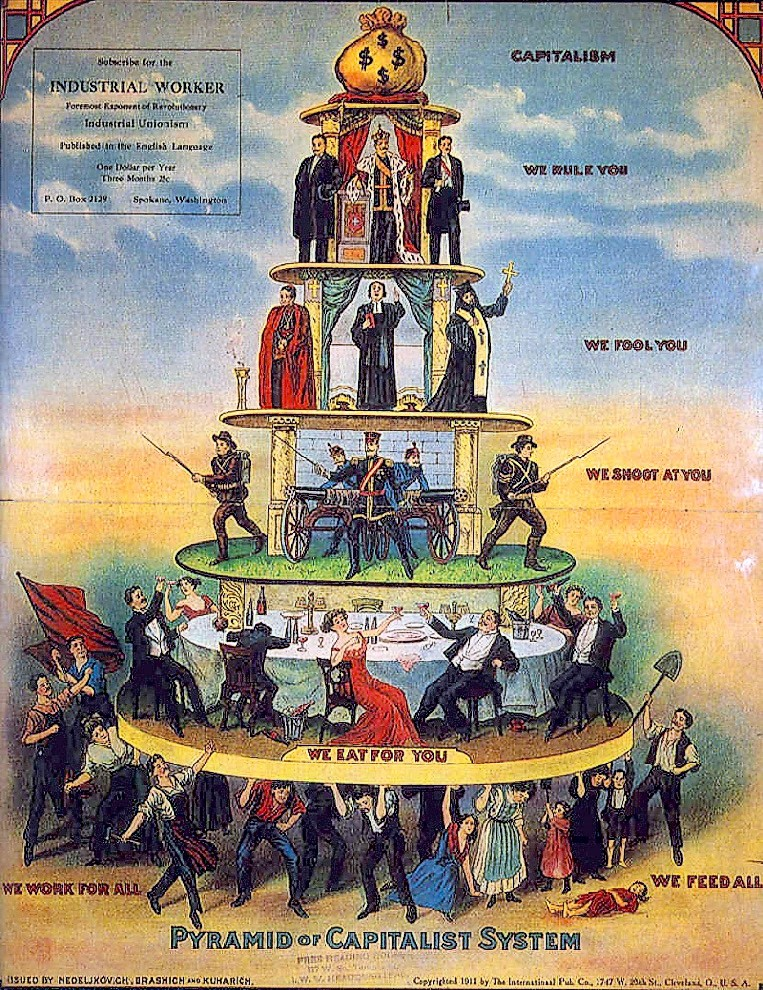
階層社会の風刺画

このような紡糸、織布生産機械化の結果、綿工業はそれまでの家内制手工業から工場制機械工業に移行していった。綿布生産の工業化は、機械生産、流通、原材料の供給源（農業）の発展も影響し、イギリスの富は飛躍的に増進した。この中で、資本家階級と地主階級は多くの恩恵を得た。
産業革命は雇用を促進する効果があり、その進行に伴ってイギリスの人口が著しく増大し、国民大衆の生活水準が向上した。そのため、労働者階級全体としては生活水準が向上した。一方で、産業革命は企業競争を促し、労働者の福祉を無視し利益追求する傾向を強めた。工場制機械工業では筋力と熟練を必要としないため、婦人や年少者でも作業が可能であり、男性労働者に比べて低賃金で雇用できたことから、男性労働者が失業する現象が起こった。また、労働の強化も起こり19世紀前半では労働時間が15時間から18時間に及んだ。このように、産業革命は資本家階級が大きな利益を得る一方で、労働者階級の福祉が必ずしも向上したわけではなかった。
また、アメリカ独立戦争（1775 - 1783）、フランス革命戦争（1792 - 1799）、ナポレオン戦争（1799 - 1815）などの戦争が続いたことはイギリスの富の増進を進め、より激しい階級対立を生み出した。これらの戦争の結果、資本家や地主階級の富は向上した。一方で人口増加によって穀物需要が増大し、他方で戦争によって穀物輸入が阻害された結果、穀物が高騰し労働者階級には打撃となった。
労働者の不満が爆発し暴動がおこるようになり、不満の対象は機械そのものにも向かった。そのような中で、製粉所や紡績、織機など工場の産業用機器を破壊するなどした結果、1788年にストッキングフレーム等保護法などの法律が制定された。
労働運動が過熱する中でフランス革命がイギリスの労働者階級に波及することを恐れた議会が1799年の団結禁止法で公正な賃金と労働条件の改善を雇用者に請願するために、労働者が団結することを刑事犯とすることが定めるなど、労働運動への締め付けが強化された。政府のこういった動きを、中産階級や上流階級は強く支持し、政府は軍隊を使って労働者階級の不穏な動きを抑え込んだ。
強い締め付けの中、イギリス各地で激しい賃金闘争が使用者と労働者の間で繰り返された。1805年に織物工は団結し最低賃金法案の可決を議会に請願したが、1808年の最低賃金法案は下院において圧倒的大多数で否決された。1813年には徒弟法の賃金規定が廃止されるなど、イギリス議会は自由放任主義が推進した。
他方で、世界初の工場法といわれる1802年工場法が制定され労働環境の改善を目指したが、対象を徒弟に限っているなどの課題から法の効果的な運用はなされなかった。
19世紀初頭のこの時期は不完全雇用が慢性化しており、好況時の労働力不足に備えて通常必要な以上の労働力を確保するのが一般的な慣行であった。織物産業における商人資本家による製造の組織は本質的にも不安定であった。資本はまだ主に原材料に投資されていたので、貿易が好調なところでは投入を増やすのも容易であり、不況時には減らすのもほとんど同じ程度容易であった。商人資本家たちは、建物や工場に資本を投資した後の工場所有者のような、生産率と固定資本の回収率を安定させるというインセンティブを欠いていた。賃金率の季節変動と、収穫や戦争から生じる激しい短期変動の組み合わせによって、周期的な暴力行為が引き起こされていた。

## 運動の推移

### ラッダイト運動

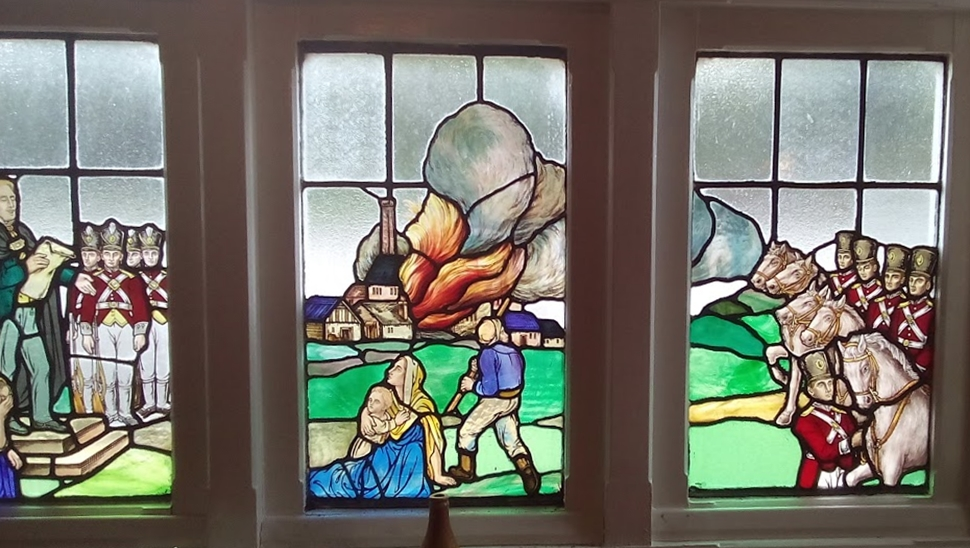
ウェストホートン・ミルへの破壊を描写したステンドグラス

ラッダイト運動は、1811年3月11日にノッティンガムのアーノルドで始まり、その後2年間でイングランドの北部から中部かけて急速に広まった。
ランカシャーのミドルトンにあるバートンズ・ミルやウェストホートン・ミルなどの工場ではラッダイト運動とイギリス陸軍が衝突した。ミッドランド州のラッダイト運動では、ミッドランド州議会の法令がチャールズ2世からの編工同業組合の設立勅許状に記載された諸原則を掲げて運動を行った。ジョージ・メロー率いる4人のラッダイト支持者は、ハダースフィールドの工場経営者ウィリアム・ホースフォールを待ち伏せして暗殺した。

### 政府の対応と鎮圧

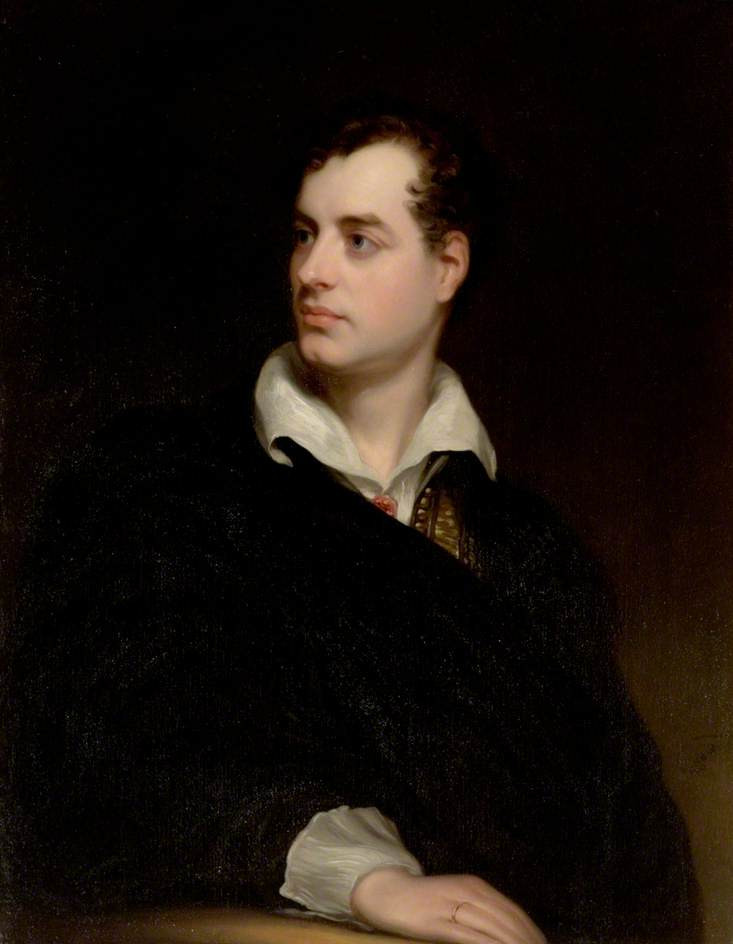
ラッダイト運動を擁護したバイロン卿

急速なラッダイト運動の拡大に対して、イギリス議会は1812年の機械破壊法で「機械破壊」（すなわち産業的な妨害工作）を死刑罪とした。この法案が提出された議会において、バイロン卿は1812年2月27日に貴族院で労働者階級の苦境や政府の愚かな政策や無慈悲な弾圧に対して非難した。「私はトルコの最も抑圧された州々を訪れたことがあるが、どんなに専制的で不信心な政府の下でも、私が帰国してから目にしたようなみすぼらしく惨めな光景を見たことはない。それはまさにキリスト教国の中心部であった」と述べている。
機械破壊法は当初、ラッダイト運動を抑えることはできず、ラッダイト運動の指導者への高額な懸賞金を設定した。ハダースフィールドの工場経営者を殺害したジョージ・メローの率いた4人のうちの1人が密告するなど、これによってラッダイト参加者が逮捕・処刑されることが相次いだ。
ラッダイトの指導者ジョージ・メローとその仲間を含む60人以上の男性がラッダイトの活動に関連するさまざまな罪で起訴された。起訴された者の中には実際のラッダイトもいたが、多くは運動と無関係であった。裁判は正当な陪審裁判であったが、証拠不十分で放棄されたものも多く、30人が無罪となった。
ラッダイトに対する死刑の宣告はヨークの裁判所のみで行われた。1813年1月13日、ジョージ・メローを含む3人の絞首刑が行われ、1月16日に15人が処刑された。これらの裁判は、他のラッダイトたちが活動を続けるのを威嚇するための見せしめ裁判としての意図もあったという主張もなされている。有罪となった者たちに科された刑罰は死刑や流罪を含んでおり、次第に運動は解体した。バイロン卿はこの裁判などにおいてもラッダイトの数少ない有名な擁護者の一人であった。。

### 運動の再興と終焉
厳しい処罰によって一時的に抑えつけられていたラッダイト運動は段々と頭をもたげ、1815年にナポレオン戦争が終結、さらにイギリスが1816年夏のない年による飢饉に見舞われると運動が再興し、ラフバラでレース作り機械を破壊するなどした。
1817年に失業中のノッティンガムのストッキング工だったジェレマイア・ブランドレスという男がペントリッチ蜂起を率いて、またたく間に全国に広まった。これは機械とは関係のない一般的な蜂起であったが、最後の大規模なラッダイト行為と見なすことができるとされている。やがて政府からの鎮圧と景気回復により、ラッダイト運動は再び沈静化した。
イギリス政府は最終的にラッダイトの活動を鎮圧するために1万2千人の兵士を派遣したが、歴史家のエリック・ホブズボームによると、これはウェリントン公爵が半島戦争で率いた軍隊よりも多い数であったとしている。

## 評価
イングランドの貴族院議員で詩人のジョージ・ゴードン・バイロンはラッダイト運動を擁護した。
カール・マルクスは『資本論』でこのラッダイトを批判しており、労働者は「物質的な生産手段」ではなく、「社会的な搾取形態」を攻撃すべきだとした。
イギリスの歴史家エリック・ホブズボームは、自身の論文「機械破壊者たち」において、ラッダイト運動を「暴動による団体交渉」と位置づけ、機械そのものよりも、労働条件の改善を要求したものだとしており、一般的にラッダイト運動は、技術の不正な導入や粗悪品を生み出す技術、そして熟練労働の当事者から同意を得ずに労働慣習を変えようとする政治的方策に対抗する、組織化された権利主張であると解釈することができるとしている。
ソルボンヌ大学社会学者のレイモン・ブードンは、歴史家のルイス・コーザーの著書を引用し、ラッダイト運動の参加者は機械化の利点を理解しながらも、繊維工場の所有者から譲歩を得るために機械を破壊したと述べた。
ケビン・ビンフィールドは、ストッキング工が1675年以来、さまざまな時期に組織的な行動を起こしていたと主張し、19世紀初頭の運動は、機械に対する絶対的な嫌悪感というよりは、ナポレオン戦争中に労働者階級が苦しんだ困難の文脈で見るべきだと提案している。
ブレット・クランシーは当時の英国の織物工場での労働条件は厳しいものであったが、十分に効率的であり、技能を持った職人たちの生計を脅かしていたと主張している。
マルコム・L・トーミスは、機械破壊は労働者が雇用者に圧力をかけるために使える非常に少数の戦術の一つであり、賃金の低い競合する労働者を弱体化させ、労働者間の連帯感を生み出すためのものだと主張した。「これらの機械への攻撃は、必ずしも機械そのものに対する敵意を意味するものではなかった。機械はただ便利な露出した標的であり、攻撃ができるものだった」と述べている。

## 類似の運動

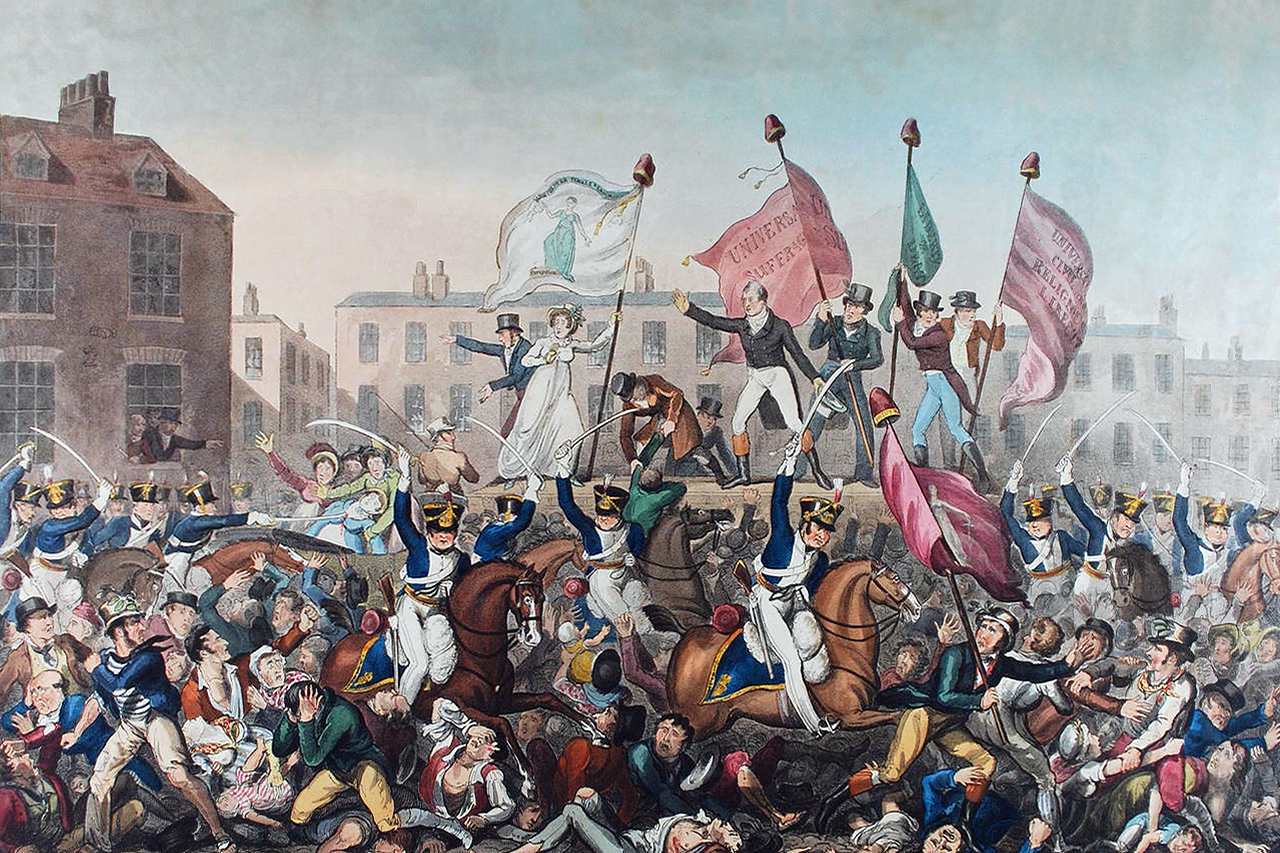
ピータールーの虐殺

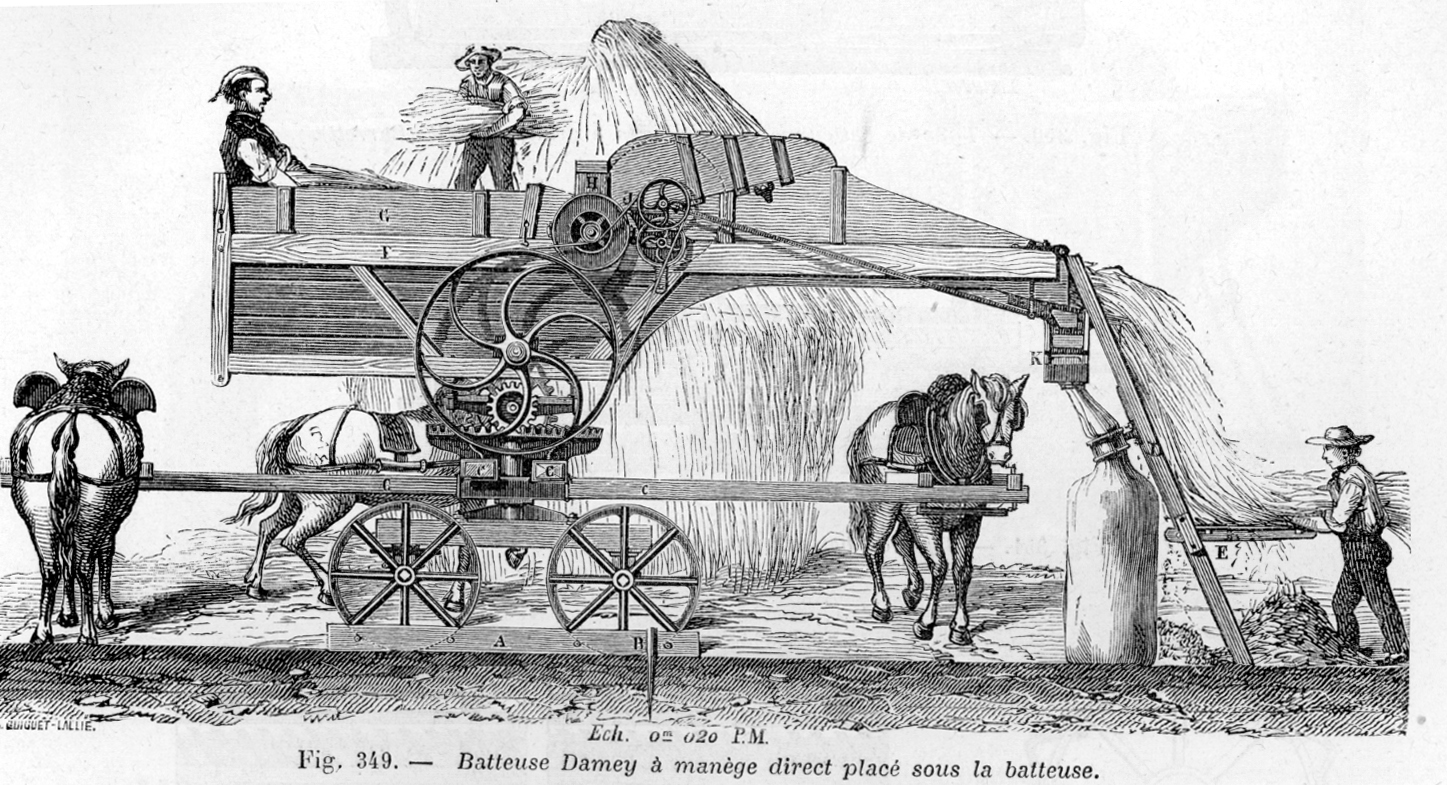
スウィング暴動で破壊された馬力脱穀機

1700年代に起こった食料品価格の不規則な上昇は、1710年にタイン港で船頭たちを暴動に駆り立て、1727年にはファルマスで穀物倉庫から盗む錫鉱夫たちを引き起こした。1740年にはノーサンバーランドとダラムで反乱があり、1756年にはクエーカー教徒の穀物商人に対する暴行があった。布地、建築、造船、印刷、刃物などの技能を持った職人たちは、失業や病気、外国人労働者による代替えなどから自分たちを守るために、当時のギルドの間では一般的だった平和的な友好協会を組織した。
1815年にナポレオン戦争が終結したことによる不況と夏のない年による飢饉、穀物法の制定が拍車をかけ、1819年初頭までに英国の経済状況は悪化の一途をたどった。この社会の窮状は、北部イングランドにおける選挙権の問題と結びついて、民衆が政治的急進主義を強めた。これに呼応して、議会改革要求を訴えていたマンチェスター愛国連合は大衆集会を決行した。これに対して、地元の治安判事たちは軍当局に群衆を追い散らすことを命じた。騎兵隊はサーベルを抜いた状態で群衆に突撃し、混乱の中で18人が死亡し400〜700人が負傷した。
1830年に南部と東部のイングランドで広く起こったスウィング暴動はラッダイト運動の農業版として知られ、脱穀機を壊すことを中心としていた。

## ラッダイトの誤謬
「ラッダイトの誤謬」という用語は、技術的失業が必然的に構造的失業を生み出し、結果的にマクロ経済的に有害であるという恐怖を経済学者が指し示すのに使われる。ある部門で必要な労働投入量が技術革新によって減少すると、その部門全体の生産コストが低下し、競争価格が下がり、均衡供給点が増加することになり、理論的には総労働投入量の増加を必要とする。20世紀から21世紀の最初の10年間にかけて、経済学者の間では長期的な技術的失業への信念は確かに誤謬であったという見解が支配的であった。最近では、自動化の恩恵は平等に分配されていないという見解が支持を増している。

## ネオ・ラッダイト運動
ネオ・ラッダイトは、「新技術はグローバル資本主義にとっては有益であるかもしれないが、人類・環境・共通善にとっては必ずしも有益ではない影響がある」、若しくは「新技術は責任を持って開発されなければ、個人ないしは社会に害をもたらすだろう」という考えである。
特に、20世紀中盤ごろ終盤にかけて機械化や情報革命による失職や、緑の革命による環境破壊、遺伝子組み換え食品などの安全性などの新技術に対する懸念や拒絶を行う人々や労働運動を前述の「ラッダイト運動」になぞらえて「ネオ・ラッダイト」という語が用いられるようになった。
また、ネオ・ラッダイトはテレビ、自動車、電気などを使用しない生活を送る人を指す場合もあり、多様な形態の技術に対する反対を表すことにも使用される。またその中には、クエーカーやアーミッシュなどの宗教的な背景から、人間の尊厳を脅かす近代科学の負の側面に注目するものも存在する。
ネオ・ラッダイトという用語は、未来を明るい方向に変えるテクノロジーの可能性を信じつつも、社会・経済・環境に悪影響を与えるリスクを懸念して、技術革新に対してより慎重なアプローチを提唱する起業家や専門家へのレッテル貼りにも使用される。
作家のチェリス・グレンディニングが1990年代に発表した『ネオ・ラッダイト宣言に向けての覚書』は、20世紀の技術革新を社会的価値観の分断の増大と関連付けた。
第二回ラッダイト会議（1996年4月；オハイオ州バーンズビル）で作成された宣言によると、ネオ・ラッダイトとは「消費主義とコンピュータ時代のますます奇妙で恐ろしい技術に対する受動的抵抗の指導者のいない運動」である。
ニューヨーク市の「ラッダイト・クラブ」はテクノロジーに幻滅したZ世代のグループであり、液晶画面を見ることは精神衛生を害するものとして忌避し、旧世代の携帯電話の使用や公園での集まり、工芸、紙の書籍を読むことを推奨する。好まれる作家はカート・ヴォネガットなどのテクノロジーに批判的な作家を中心にしている。

## 現代における「ラッダイト」
元々「ラッダイト」という語は19世紀イギリスの労働運動を示す語であったが、20世紀後半のネオ・ラッダイト運動によって新しいテクノロジーに反対する人という意味も持つようになった。その結果、反技術、あるいは技術を使いこなせない人を象徴する語として用いられ、技術のリスクやデメリットを批判する人物へのレッテルとしても用いられる。

### 「ラッダイト」という語に対する議論

#### レッテルとしてのラッダイト
1956年、英国議会の討論で労働党のスポークスマンは「組織された労働者たちは決して『ラッダイト哲学』に固執しているわけではない」と述べており、ラッダイトのレッテルとしての使用は、物理学者・小説家のチャールズ・パーシー・スノーが1959年に「2つの文化と科学革命」という講演で、T・S・エリオットやウィリアム・バトラー・イェイツのような文学的知識人に対して、「生まれながらのラッダイト」と言及してからだとしている。これに関して1984年に小説家のトマス・ピンチョンは、チャールズ・パーシー・スノーの用法について「明らかに極論」であり、「科学技術に対する不合理な恐怖と憎悪」を示唆することを狙ったものであったとし、自分と意見の異なる人々を「政治的反動勢力かつ反資本主義」として同時に呼ぶ方法を発見したとしている。
AI研究者でカリフォルニア大学バークレー校のスチュアート・ラッセルは「論敵をラッダイト扱いすることも、”AIの擁護者”が修辞的な効果を狙って用いる常套手段である」と指摘しており、技術のリスクの否定や隠匿にラッダイト主義の糾弾が行われるとしている。アラン・チューリングやノーバート・ウィーナー、マーヴィン・ミンスキー、イーロン・マスク、ビル・ゲイツのような近代技術の進歩に重要な貢献をした人物がAIのリスクに懸念を示していたことを挙げ、「理解に苦しむ」と批判的に言及している。
SF作家のテッド・チャンはレッテルとしての用法を批判している。実際のラッダイト運動は労働問題に対する抗議運動であり、それに加えて、繊維産業全体の信頼を低下させる粗悪品の量産への抗議の側面もあったとし、機械の破壊はパフォーマンスに過ぎず、労働者に十分な賃金を払っていた工場には機械の破壊は起こらなかったと指摘した。現代では、このような史実を無視し「反技術」という意味で相手を非理性的で無知であると印象付ける中傷に使われていると批判した。

#### 反技術としてのラッダイト
ノンフィクション作家のリチャード・コニフはラッダイトが反技術の象徴的なものになった理由について以下のように解説している。
19世紀のラッダイト運動で標的の一つであったストッキングフレームはその200年以上前に発明された技術であり、ストッキングフレームはそれが徐々に改良され雇用を生んだ。一方で、その破壊は暴力的な労働争議によって1760年代以降には散発的に行われており、1789年のフランス革命においてはフランスでも起こった。19世紀のラッダイト運動も労働慣行を回避する製造業者を対象とした労働運動であるにもかかわらず記憶される象徴的な存在となったのは、ネッド・ラッドの幻影によるものだとしている。実際にはそのような人物は存在しなかったが、ネッド・ラッドを象徴とした運動は、スコットランドの評論家トーマス・カーライルが後に「機械の時代」と称した時代の始まりと一致していた。産業革命の恩恵を受ける人々が持っていた「テクノロジーによる思考と感情の様式の大きな変化」への懸念は、当初のラッダイト運動をテクノロジー以前の生活様式の擁護者として変貌させた。
認知科学者でブラウン大学教授のスティーブン・スローマンと認知科学者でコロラド大学教授であるフィリップ・ファーンバックは、ラッダイト運動の精神は何世紀にもわたり文化の根底に生き続けているとしている。これは人間の心に宿る強い警戒心を象徴し、「ネオ・ラッダイト」を称する人々を代表例として反科学主義は依然として根強いと指摘している。そして科学技術に対する合理的な懐疑主義はおそらく社会にとって健全なものであるとしながらも、気候変動や遺伝子工学、ワクチン忌避といった例を挙げ、反科学主義は行き過ぎると危険になりうると述べている。
2015年に情報技術イノベーション財団（ITIF）は、人工知能のリスクを指摘したスティーブン・ホーキングとイーロン・マスク、ビル・ゲイツに、技術の進歩を拒んでいるという意味を込めて、「ラッダイト賞」を授与した。